# Paraphaenodiscus monawari
Paraphaenodiscus monawari är en stekelart som beskrevs av Bhuiya 1998. Paraphaenodiscus monawari ingår i släktet Paraphaenodiscus och familjen sköldlussteklar.
Artens utbredningsområde är Bangladesh. Inga underarter finns listade i Catalogue of Life.